# Leyburn
Leyburn är en stad och en civil parish i North Yorkshire, England. Orten har 1 844 invånare (2001).